# Evgenij Rejn
Evgénij Borisovič Rejn (Leningrado, 29 dicembre 1935) è un poeta e critico letterario russo.

## Biografia
Evgénij Rejn è nato a Leningrado (S. Pietroburgo) nel 1935. Nel 1959 conobbe e frequentò, insieme a Josif Aleksandrovič Brodskij e ad altri due giovani poeti, la poetessa Anna Andreevna Achmatova. Dopo alcune, sparute pubblicazioni, su riviste ufficiali sovietiche («Avróra») e su riviste del samizdát (la maggior parte) ed estere, nel 1979 pubblicò In senso antiorario, apparso ad Ann Arbor (Michigan). 
Rejn ha dovuto aspettare fino al 1984, quando uscirono I nomi dei ponti, per vedere pubblicato un suo libro in patria. Oggi insegna all'istituto letterario «Gór'kij» ed è membro dell'Unione degli scrittori. Tra i poeti criticati c'è il connazionale Boris Ryžij, definito da Rejn come «il più grande talento poetico della sua generazione».
In italiano sono apparse, ad oggi, alcune traduzioni su rivista (tra cui «In forma di parole», n°2, 2005), la Lettera in Kamc˘atka a un vecchio amico (Scheiwiller 1988) e la prima raccolta di poesie «"Balcone" e altre poesie» (Diabasis, 2006).